# 赤報隊
赤報隊（せきほうたい）は、江戸時代後期の幕末に結成された草莽隊で、王政復古により官軍となった長州藩、薩摩藩を中心とする新政府の東山道鎮撫総督指揮下の一部隊である。

## 経過

### 結成から処刑まで
※本節と次節において、日付は旧暦を用いる。
薩摩藩の西郷隆盛や公家の岩倉具視の支援を得て、慶応4年1月8日（1868年2月1日）に近江国松尾山の金剛輪寺において結成される。隊長は相楽総三で、公家の綾小路俊実、滋野井公寿らを盟主として擁立する。隊の名前は「赤心を持って国恩に報いる」から付けられた。一番隊、二番隊、三番隊で構成されていた。
相楽総三は、薩摩藩邸の浪士隊の総裁として、下野や相模、江戸市内において旧幕府軍に対する挑発的行為として工作活動などを行い、これが戊辰戦争の最初の戦いである鳥羽・伏見の戦いのきっかけにもなった。
赤報隊は新政府の許可を得て、東山道軍の先鋒として、各地で「年貢半減」を宣伝しながら、世直し一揆などで旧幕府に対して反発する民衆の支持を得た。しかし、新政府は「官軍之御印」を出さず、文書で証拠を残さないようにした。そして、新政府は財政的に年貢半減の実現は困難であるとして密かに取消し、年貢半減は相楽らが勝手に触れ回ったことであるとして、公家の高松実村を盟主としていた高松隊とともに偽官軍の烙印（明治？年2月10日付け「回章」）を押した。
一番隊は信濃国へ進むと2月6日には中山道と甲州街道の分岐点である下諏訪宿を拠点とし、碓氷峠を占拠して北陸雄藩と江戸の連絡を遮断することを計画したが、東山道軍は信濃各藩に赤報隊捕縛の命令を下し、2月17日には追分宿で小諸藩などに襲撃され惨敗。3月3日、下諏訪宿の外れで相楽や渋谷総司ら8名が処刑された。また高松隊を主導した伊豆出身の小沢一仙も甲府近郊の山崎刑場で処刑された。また年貢半減を沿道の農民に布告した赤報隊北信分遣隊の桜井常五郎ら3名も3月5日に追分宿で処刑された。しかし、赤報隊に加わっていた公家は処刑の対象から除外された。
なお、鈴木三樹三郎が率いる二番隊は新政府に従い、京都へ戻り、のちの徴兵七番隊に編入され、三番隊は各地域での略奪行為が多く、桑名近辺で多くの隊士が処刑された。

### 黒駒勝蔵の加入
また、赤報隊には甲斐国上黒駒村（山梨県笛吹市御坂町）の博徒・黒駒勝蔵も加入している。勝蔵は上黒駒村を拠点に敵対する甲斐の博徒や駿河の清水次郎長との抗争を繰り広げていたが、慶応元年（1865年）には甲斐国において大規模な博徒取り締まりが実施され、勝蔵は甲斐を逃れている。その後、勝蔵は盟友関係にあった岐阜の水野弥太郎のもとへ身を寄せ、弥太郎を介して慶応4年（1868年）正月に「小宮山勝蔵」の変名を用いて赤報隊に加盟する。
相楽総三の処刑・水野弥太郎の捕縛により赤報隊が解散となると勝蔵は上京し、京都で四条隆謌の徴兵七番隊（第一遊撃隊）に入隊し戊辰戦争に参加しているが、明治4年10月14日（1871年11月26日）に新政府から第一遊撃隊脱退の嫌疑で捕縛され、処刑されている。
勝蔵は尊王家でもあった上黒駒村の檜峰神社神主武藤外記・藤太親子の私塾に学んでおり、勝蔵が赤報隊や官軍に加わった背景には武藤親子からの思想的影響が考えられている。

### 名誉回復

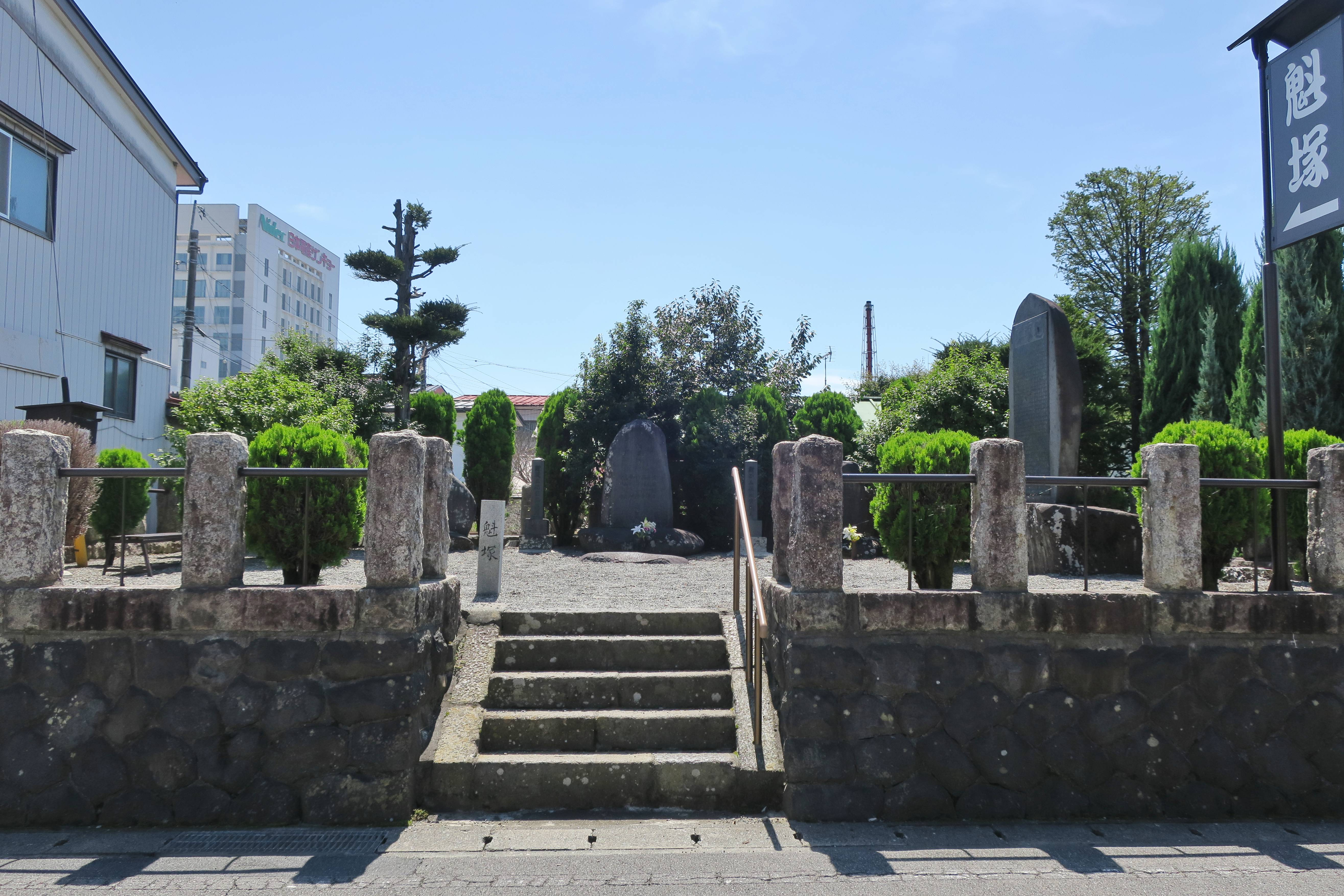
魁塚（相楽塚、長野県下諏訪町）

明治3年、伊那県大参事となった元赤報隊員落合直亮らによって兵部省に建碑の嘆願書が提出され、処刑場跡（張付田）に「魁塚（別名＝相楽塚）」が建てられた。相楽の孫である木村亀太郎は、赤報隊の関係者と共に名誉回復に奔走した。その結果、1928年（昭和3年）、相楽総三に正五位、渋谷総司に従五位の位階が追贈され、全員ではないが、名誉回復は果たされた。
第二次世界大戦後、下諏訪では赤報隊を顕彰する相楽会が結成された。今尚、魁塚では、毎年4月3日（命日である旧暦3月3日の1ヶ月後に合わせたものと思われる）に遺族を招いて相楽祭を行い、供養している。
また、2008年4月には、岐阜県不破郡垂井町岩出の菁莪記念館の駐車場に、住民の手による赤報隊の顕彰碑が建立されている。
同じ「偽官軍」と称された高松隊の小沢一仙は祀られないまま名誉も回復されずに今に至っている。

## 赤報隊の実態
「官軍の捨て駒にされた悲劇の主人公」として扱われてきた赤報隊だが、必ずしも正義の軍であったとは言えない一面があった。
慶応3年（1867年）10月、討幕の密勅を根拠として、西国と東国で同時挙兵する構想が練られていた。相楽たちは関東3か所で挙兵する計画を立てていたが、その後、大政奉還が実現したことにより密勅は取消されている。薩摩藩は江戸薩摩藩邸宛てに関東での攪乱工作の停止を指示し、大政奉還の翌日にも「鎮静」するように念を押している。それにもかかわらず、相楽たちは指示をことごとく無視して出流山事件と荻野山中陣屋襲撃を起こし、いずれも鎮圧されている。相楽たちの軍資金は豪商を襲って得たものであった。相楽たちの挙兵は旧幕府方を刺激し、庄内藩と旧幕府軍による江戸薩摩藩邸の焼討事件に発展している。
江戸を脱出した相楽たちは近江の金剛輪寺で赤報隊を結成し、赤報隊は東海道先鋒総督府の指揮下に入り、桑名への進軍を指令されたが、ここでも相楽は独断で東山道に進んで「御一新」と「旧幕府領の当年分、前年未納分の年貢半減」を布告している。年貢半減の布告は朝廷の了解を得ていたが、のちに撤回されている。
赤報隊一番隊は東山道鎮撫総督府への所属替えを希望し、2月上旬には薩摩藩兵の付属になるよう指示を受けていた。しかしながら、相楽は指示に従わず独立行動を続行し、碓氷峠を目標に進軍する。相楽たち赤報隊の度重なる独立行動や独断専行を危惧した新政府は赤報隊に帰還を命じたが、相楽たちは命令に従わなかった。これにより、相楽たち赤報隊は官軍の名を利用して沿道から勝手に金穀を徴収し、略奪行為を行う「偽官軍」と見なされることになる。
東山道軍は、赤報隊捕縛命令を信州諸藩に通達し、かねてより赤報隊の振る舞いに反感を抱いていた小諸藩など近隣諸藩が連合を組んで赤報隊を攻撃した。このとき相楽は、今まで無視してきた東山道総督府からの召喚にようやく応じて隊を留守にしていた。
出頭した相楽は、東山道軍所属を正式に認められたものの、小諸藩から赤報隊による勝手な金策や、暴行行為を通報されたことにより、ついに処刑された（相楽総三・赤報隊史料集）。

## 各隊の構成
- 一番隊（隊長 相楽総三）：江戸以来の相楽の同志が中心。
- 二番隊（隊長 鈴木三樹三郎）：元新選組（御陵衛士）隊士が中心。
- 三番隊（隊長 油川錬三郎）：水口藩士や江州出身者が中心。

## その他
戦後のテロ組織の幾つかに幕末の赤報隊にあやかり、赤報隊を名乗る団体が存在した。1987年1月24日には、赤報隊を名乗る団体が朝日新聞社阪神支局などを襲撃した（赤報隊事件）。

## 関連作品
小説
- 長谷川伸『相楽総三とその同志』（『江戸幕末志』改題）新小説社 1943 のち中公文庫
- 野口達二『いい話ほどあぶない 消えた赤報隊』さ・え・ら書房 1978年 ISBN 9784378020266
- 北方謙三『草莽枯れ行く』集英社文庫 2002年 ISBN 9784087474428
- 東郷隆　『雪中の死』（短編集『我餓狼と化す』実業之日本社文庫　収録）

映画
- 『赤毛』岡本喜八監督、1969年